# Kieta
Kieta ist der Haupthafen der Provinz und Insel Bougainville in Papua-Neuguinea und gleichzeitig Namensgeber des umliegenden Regierungsdistrikts. Der Ort liegt in der Nähe der Provinzhauptstadt Arawa.

## Geschichte
Durch ein am 17. Mai 1885 zwischen Deutschland und dem Vereinigten Königreich geschlossenen Abkommen fielen die Inseln Bougainville und Buka in den Bereich der deutschen Interessensphäre. Am 20. September 1905 wurde in Kieta eine von August Doellinger geleitete deutsche Regierungsstation mit Post- und Zollamt errichtet. Seit 1902 gab es in Kieta eine katholische Missionsstation der Maristen.
Richard Parkinson hielt sich während seiner Südseereisen unter anderem in Kieta auf.
Ein Großteil der Stadt wurde im Bürgerkrieg der 1990er Jahre zerstört. 

## Kultur
Eine Reihe von Papua-Sprachen werden im Distrikt Kieta gesprochen. Siehe u. a. Naasioi.